# Andrei Bărbulescu
Andrei Bărbulescu (16 de outubro de 1909 em Slatina - 30 de junho de 1987 em local não identificado) foi um futebolista romeno que competiu na Copa do Mundo FIFA de 1938.